# Вулканова секира
Секира којом је Хефест (Вулкан) располутио Зевсову (Јупитерову) главу да би се могла родити Атина. Томе се дивно наругао Лукијан у Разговорима богова!